# Teateråret 1981

## Händelser

### Oktober
- 26 oktober – Mats Johansson säger upp sig som chef för Göteborgs stadsteater.[1]

### November
- 24 november - En strejk inleds på Göteborgs stadsteater, och föreställningarna ställs in i dagarna tre. Det är skådespelare och andra anställda som protesterar mot styrelsens nej till manifest för teaterns konstnärliga förnyelse.[1]

### Okänt datum
- Lasse Pöysti efterträder Jan-Olof Strandberg som chef för Dramaten
- Pierre Fränckel efterträder Staffan Olzon som chef för Uppsala stadsteater[2]
- Ugalas nuvarande teaterbyggnad blir klar.[3]

## Priser och utmärkelser
- 16 oktober - O'Neill-stipendiet tilldelas Aino Taube.[1]
- Thaliapriset tilldelas skådespelaren Carl-Gustaf Lindstedt
- Allan Edwall tilldelas den kungliga medaljen Litteris et Artibus för framstående insatser som skådespelare.

## Årets uppsättningar

### Juli
- 17 juli - Himlaspelet i Leksand 40-årsjubilerar.[1]

### Oktober
- 18 oktober - Operabaletten avslutar en 17 dagars turné i Sovjetunionen.[1]

### Okänt datum
- Andrew Lloyd Webbers musikal Cats har urpremiär på New London Theatre
- Farsen Spanska flugan med bland andra Carl-Gustaf Lindstedt, Inga Gill och Lars Berghagen blir en långkörare på Vasan i Stockholm (438 utsålda föreställningar).